# Philodendron platypetiolatum
Philodendron platypetiolatum är en kallaväxtart som beskrevs av Michael T. Madison. Philodendron platypetiolatum ingår i släktet Philodendron och familjen kallaväxter. Inga underarter finns listade.